# Sax (province d'Alicante)
Pour les articles homonymes, voir Sax et Saix.
Sax, en castillan et officiellement (Saix en valencien), est une commune d'Espagne de la province d'Alicante dans la Communauté valencienne. Elle est située dans la comarque de l'Alto Vinalopó et dans la zone à prédominance linguistique castillane.

## Géographie

Localisation de Sax
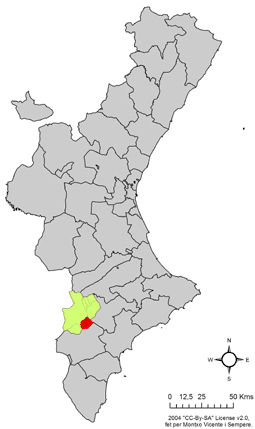
dans la Communauté valencienne.
dans la comarque de l'Alto Vinalopó.

La ville est traversée par le fleuve Vinalopó.